# Светослав (област Силистра)
 Тази статия е за селото в Област Силистра.  За другото българско село с това име вижте Светослав (Област Хасково).  За други значения вижте Светослав.
Вижте пояснителната страница за други значения на Кайнарджа.
Светослав е село в Североизточна България, в община Кайнарджа, област Силистра. До 1942 година селото се нарича Голяма Кайнарджа, а до 1878 Бююк Кайнарджа.

## Личности
- Александър Митев (р. 1918), български партизанин и генерал-лейтенант
- Петър Добрев

## Празници
В с. Светослав ежегодно се празнува като празник на селото храмовият празник Архангелов ден или денят на св. Архангел Михаил.